# Anaphes pulchripennis
Anaphes pulchripennis är en stekelart som först beskrevs av Soyka 1949.  Anaphes pulchripennis ingår i släktet Anaphes och familjen dvärgsteklar. Inga underarter finns listade i Catalogue of Life.